# Heinrich XLIII. (Reuß-Köstritz)
Heinrich XLIII. Reuß (* 12. April 1752 in Kopenhagen; † 22. September 1814 in Mannheim) war Graf und seit 1806 Fürst Reuß zu Köstritz.

## Leben
Heinrich XLIII. war ein Sohn von Heinrich VI. (Reuß-Köstritz) (1707–1783) und dessen Gemahlin Enriqueta Casado y Huguetan, 4. Markgräfin von Monteleón (1725–1761). Er folgte seinem Vater als dritter Paragiatsherr 1783.
Nach dem Tod des dänischen Bankiers und Staatsrats Jean Henri Desmercières 1778 fiel der größte Teil seines Vermögens an Graf Heinrich XLIII., den Enkel seiner Halbschwester Marguerite Huguetan. Graf Heinrich setzte mit der Eindeichung des Reußenkooges 1789 und des Louisen-Reußen-Kooges 1799 dessen Werk fort. Obwohl beim Verkauf der beiden Köge glänzende Gewinne erzielt wurden, gelang es ihm nicht, seine maroden Finanzen zu sanieren. 1808 verkaufte er seinen Oktroy an den dänischen König zurück und verzichtete auf weitere Bedeichungen.
Im heutigen Denkmalschutzgebiet Reichenfels ließ Heinrich ab 1804 einen englischen Landschaftspark anlegen. 1806 wurde er zum Fürst Reuß zu Köstritz erhoben. Sämtliche Bauarbeiten im Zusammenhang mit der Burgruine Reichenfels wurden 1808 wegen finanzieller Schwierigkeiten des Fürsten eingestellt, so dass das Bauvorhaben unvollendet blieb.

## Nachkommen
Am 1. Juni 1781 heiratete er in Ebersdorf Luise (1759–1840), Tochter des Grafen Heinrich XXIV. Reuß zu Ebersdorf, mit der er folgende Kinder hatte:
- Karoline (1782–1856)
- Heinrich LIX. (1783–1784)
- Heinrich LXI. (1784–1813)
- Heinrich LXIV. (1787–1856), Fürst Reuß zu Köstritz
- Franziska (1788–1843) ⚭ 1811 Fürst Heinrich LIV. Reuß zu Lobenstein